# Język sanaga
Język sanaga albo bachenga − język z rodziny bantu, używany w Kamerunie, w 1982 roku liczba mówiących wynosiła ok. 26 tysięcy.